# Oskar Baum
Oskar Baum (n. 21 ianuarie 1883, Pilsen, Austro-Ungaria – d. 1 martie 1941, Praga, Protectoratul Boemiei și Moraviei) a fost un scriitor evreu de limbă germană din Boemia.

## Biografie
Baum a fost fiul unui negustor evreu de pânzeturi din Praga și suferea de probleme de vedere încă de la naștere. La vârsta de opt ani și-a pierdut vederea la un ochi, iar la vârsta de unsprezece ani și-a pierdut complet vederea în urma unei încăierări. Din moment ce nu mai putea să urmeze o școală secundară normală, a fost trimis la studii la Institutul Israelit pentru Nevăzători din Viena. Acolo a fost instruit ca profesor de muzică și a învățat să cânte la pian și la orgă. În 1902 a trecut examenul de profesor și s-a întors la Praga. Baum și-a câștigat mijloacele de trai ca organist și cantor al unei sinagogi; mai târziu, el a devenit profesor de pian. 
În 1904 a făcut cunoștință cu Max Brod, Franz Kafka și Felix Weltsch. Cei trei au devenit prieteni, iar după căsătoria lui Baum cu Margarete Schnabel, apartamentul cuplului a devenit punctul de întâlnire al cercului literar din Praga. Aici, prietenii își citeau propriile creații literare, dar se citeau și texte ale altor autori și se asculta muzică. În acest timp a început o corespondență vie între Kafka și Baum.
În 1908, Baum a reușit să-și facă debutul cu romanul Uferdasein, care era autobiografic și l-a făcut cunoscut aproape peste noapte. Începând din 1922, scriitorul și politicianul Tomáš Garrigue Masaryk l-a cooptat pentru a lucra la ziarul său Prager Presse. El a pus accentul în activitatea sa jurnalistică pe critica muzicală și teatrală, dar a scris, de asemenea, eseuri și glose pe probleme sociale. Treptat, alte ziare și reviste au devenit interesate de scrierile lui Baum, printre care Die Weltbühne (al lui Siegfried Jacobsohn), Die Aktion (al lui Franz Pfemfert) sau Der Sturm (al lui Herwarth Walden), precum și revista pragheză Neue Deutsche Presse.
În 1929, Baum a putut să-și publice povestirea „Nacht ist umher”, cu o postfață scrisă de Stefan Zweig. În 1934, Baum a preluat președinția „Asociației Scriitorilor Germani” din Cehoslovacia și a deținut acest post până în 1938. După acordul de la München și ca urmare a creșterii presiunii externe asupra Cehoslovaciei, el a fost eliberat din funcție, trebuind să renunțe inclusiv la activitățile sale jurnalistice. După invadarea Pragăi de către germani în martie 1939, scrierile sale au fost interzise.
Nu a reușit să plece în Palestina din cauza birocrației. La sfârșitul lui februarie 1941, Baum a suferit o intervenție chirurgicală intestinală la Spitalul evreiesc, care i-a produs ulterior moartea. Soția lui a fost deportată la scurt timp după aceea în lagărul de concentrare Theresienstadt și a murit acolo. Singurul fiu al cuplului, Leo Baum (1909-1946), a fost ucis pe 22 iulie 1946 în atacul Irgun asupra Hotelului King David din Ierusalim.

## Scrieri
- Uferdasein. Abenteuer und Tägliches aus dem Blindenleben von heute. Axel Juncker, Berlin-Charlottenburg 1908
- Das Leben im Dunkeln.(Autobiographischer) Roman. Axel Juncker, Berlin-Charlottenburg 1909
- Das Leben der Frau Marianne Rollberg. Axel Juncker, Berlin-Charlottenburg [1912]
- Ein Schicksal. Erzählung. in: Saturn. Eine Monatsschrift., 2.Jahrgang, Heft 8, Saturn-Verlag (Hermann Meister), Heidelberg 1912
- Die böse Unschuld. Ein jüdischer Kleinstadtroman. Rütten & Loening, Frankfurt/M. 1913
- Zwei Erzählungen (1. Der Geliebte; 2. Unwahrscheinliches Gerücht vom Ende eines Volksmannes). Kurt Wolff, Leipzig ("Der Jüngste Tag", Band 52) 1918
- Die Gefahr. Eine Novelle. in: Deutsche Dichter aus Prag hrsg. von Oskar Wiener, Ed. Strache, Wien Leipzig 1919
- Die verwandelte Welt. Deutsch-Österreichischer Verlag, Wien 1919
- Die Tür ins Unmögliche. Roman. Kurt Wolff, München 1919
- Das Wunder. Drama in drei Aufzügen. Berlin 1920
- Die Neue Wirklichkeit. Heris, Reichenberg ("Heris-Bücher", Band 3) 1921
- Nacht ist umher. Reclams Universal-Bibliothek (RUB 7005) Reclam, Leipzig 1929
- Der Weg des blinden Bruno. in: Neue deutsche Erzähler. Bd. 1 Paul Franke, Berlin [1928]
- Drei Frauen und ich. J. Engelhorns Nachf., Stuttgart 1928
- Die Schrift, die nicht log. Axia, Berlin 1931
- Zwei Deutsche. La Bibliothèque, Antwerpen 1934
- Das Volk des harten Schlafs. Löwit, Wien Jerusalem 1937

## Legăturiexterne
- de Oskar Baum în Catalogul Bibliotecii Naționale a Germaniei (Informații despre Oskar Baum • PICA • Căutare pe site-ul Apper)
- Ausführliche Baum-Biographie von Christian Jäger, mit detaillierter Bibliographie und ausführlichem Artikel zu Das Volk des harten Schlafes Arhivat în 11 ianuarie 2016, la Wayback Machine.
- Franzkafka.de Arhivat în 24 septembrie 2015, la Wayback Machine.